# Cuenca arreica

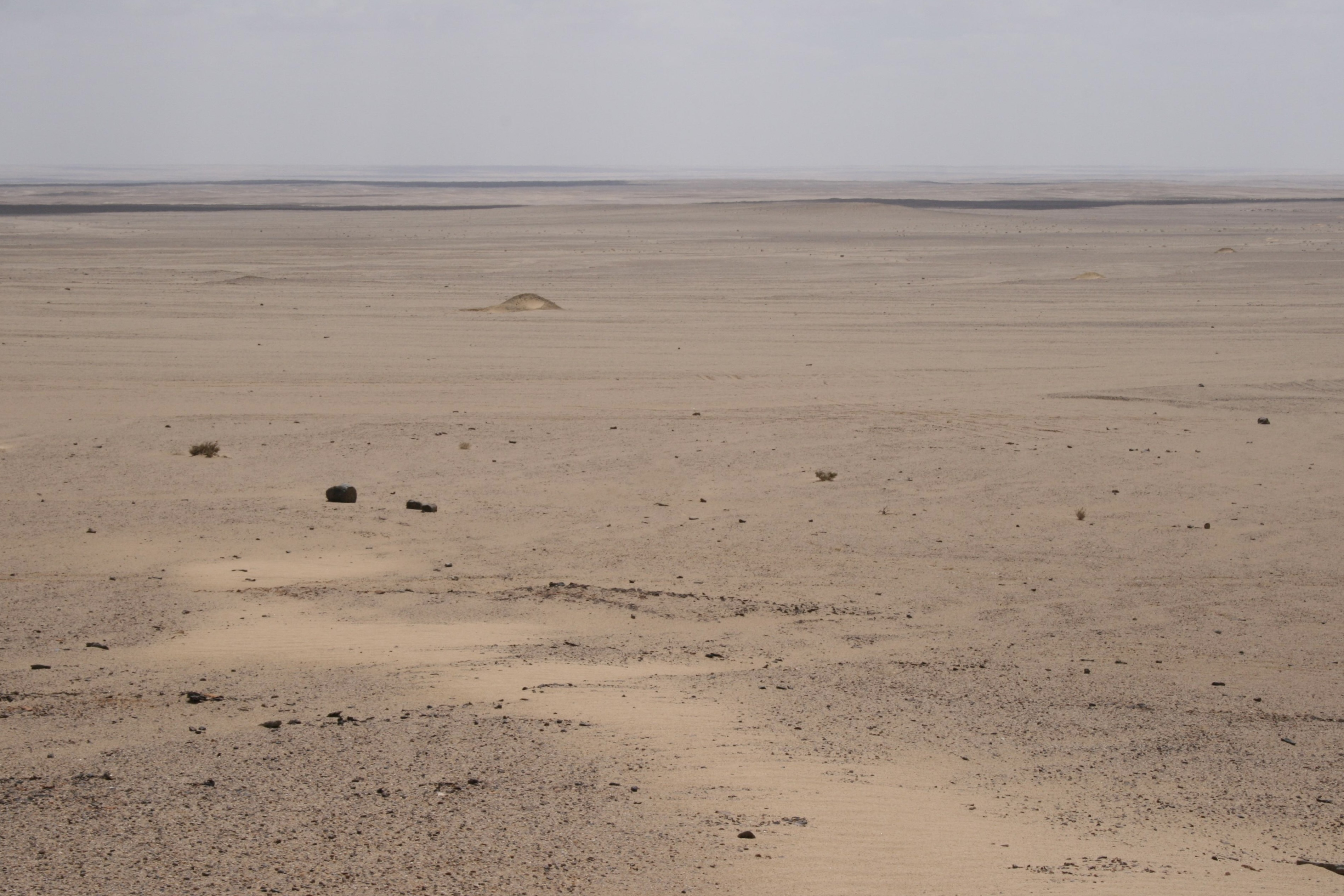
Vista parcial de la depresión de Qattara.

Cuenca arreica es una cuenca hidrográfica cuyas aguas no desembocan en lagos ni en mares, pues se evaporan o se infiltran al suelo, desapareciendo del paisaje.
Las cuencas arreicas se suelen presentar en zonas áridas o desiertos donde existen
pequeños cursos de agua de carácter temporal o intermitente que se evaporan o
infiltran en el terreno hasta desaparecer. Generalmente los caudales de agua son escasos. Un ejemplo de cuenca arreica es la situada en la Depresión de Qattara situada en el desierto de Libia, al noroeste de Egipto.